# Рух неспівпраці
Рух за відмову від співпраці був політичною кампанією, розпочатою 4 вересня 1920 року Магатмою Ганді, щоб змусити індійців відмовитися від співпраці з британським урядом, з метою переконати їх надати самоуправління.
Це сталося в результаті того, що Індійський національний конгрес (ІНК) відмовився від підтримки британських реформ після Акту Роулата від 18 березня 1919 року, який призупинив права політичних в'язнів у судових процесах за заколот, і розглядався як «політичне пробудження» індійцями та як «загроза» британцями — що призвело до різанини в Джаліанвала Багх 13 квітня 1919.
Цей рух був одним із перших організованих Ганді актів сатьяграхи великого масштабу. Планування Ганді щодо руху за відмову від співпраці включало переконання всіх індійців відмовитися від будь-якої діяльності, яка «підтримувала британський уряд, а також економіку в Індії», включаючи британську промисловість і навчальні заклади. За допомогою ненасильницьких засобів, або ахімси, протестувальники відмовлялися купувати британські товари, перейняли використання місцевих ремесел і пікетували магазини алкогольних напоїв. На додаток до сприяння «забезпеченню власних сил» шляхом обертання кхаді, купівлі товарів лише індійського виробництва та бойкоту британських товарів, рух Ганді за відмову від співпраці також закликав припинити заплановане розчленування Туреччини (Рух Халіфату) та припинити недоторканність. Це призвело до публічних зборів і страйків (харталів), які призвели до перших арештів як Джавахарлала Неру, так і його батька, Мотілала Неру, 6 грудня 1921 року.
Рух за відмову від співпраці був одним із ширших рухів за незалежність Індії від британського панування і закінчився, як описав Неру у своїй біографії, «раптово» 4 лютого 1922 року після інциденту в Чаурі-Чаура. Наступними рухами за незалежність були Рух громадянської непокори та Рух за вихід з Індії.
Незважаючи на те, що цей рух мав на меті бути ненасильницьким, Ганді зрештою припинив рух у лютому 1922 року після інциденту в Чаурі Чаурі. Після того як поліція відкрила вогонь по натовпу протестувальників, убивши та поранивши кількох, протестувальники пішли за поліцією назад до своєї дільниці та спалили її, убивши тих, хто стріляв, і кількох інших поліцейських усередині. Тим не менш, рух ознаменував перехід індійського націоналізму від середнього класу до мас.

## Фактори, що призводять до руху за відмову від співпраці
Рух за відмову від співпраці був реакцією на репресивну політику уряду британських індіанців, таку як Акт Роулата від 18 березня 1919 року, а також різанину в Джаліанвала Баґг 13 квітня 1919 року.
Хоча Закон Роулата 1919 року, який призупиняв права політичних в'язнів у судових процесах щодо заколоту, ніколи не застосовувався та був оголошений недійсним лише через кілька років, він спонукав Ганді зародити ідею сатьяграхи (правди), яка він вважав це синонімом незалежності.
Мотивація для руху Ганді ще більше зміцнилася після подій 13 квітня 1919 року, коли великий натовп зібрався в Джалліанвала Баґг біля Золотого Храму в Амритсарі, щоб протестувати проти арешту Сайфуддіна Кітчлю та доктора Сатьяпала, тоді як інші прийшли відвідати щорічний фестиваль Байсахі. Цивільні особи були обстріляні солдатами під командуванням бригадного генерала Реджинальда Даєра, в результаті чого тисячі протестувальників були вбиті та поранені. Резонанс, викликаний різаниною, призвів до тисяч заворушень і нових смертей від рук поліції. Баґг став найганебнішою подією британського панування в Індії.
Ганді, який був проповідником ненасильства, був у жаху. Він втратив будь-яку віру в доброту британського уряду і заявив, що було б «гріхом» співпрацювати з «сатанинським» урядом. Подібним чином ідея сатьяграхи була згодом схвалена Джавахарлалом Неру, для якого різанина також підтвердила «переконання, що ніщо, крім незалежності, є прийнятним».
Свою ідеологію та натхнення Ганді черпав із постійних рухів за відмову від співпраці, зокрема від руху Сатгуру Рама Сінґга, якого вважають першим індійцем, який використав відмову від співпраці та бойкот британських товарів і послуг як політичну зброю.
У відповідь на різанину в Джалліанвала Баґг та інше насильство в Пенджабі рух прагнув забезпечити Сварадж, незалежність Індії. Ганді пообіцяв Свараджу протягом одного року, якщо його програма відмови від співпраці буде повністю виконана. Іншою причиною для початку руху за відмову від співпраці було те, що Ганді втратив віру в конституційні методи і перетворився із співробітництва британського правління на некооператора, який виступає за незалежність Індії від колоніалізму.
Інші причини становлять економічні труднощі звичайних громадян Індії, які націоналісти пояснювали економічною експлуатацією Індії під колоніальним правлінням, труднощі, з якими зіткнулися індійські ремісники через те, що британські фабричні товари замінили товари ручної роботи, і призов на військову службу до британській індійській армії, щоб зібрати достатню кількість новобранців під час Першої світової війни.

## Рух
Рух за відмову від співпраці мав на меті кинути виклик колоніальній економічній структурі та структурі влади, і британська влада була змушена звернути увагу на вимоги руху за незалежність.
Заклик Ганді був до загальнонаціонального протесту проти Закону Роулата. Пропагуючи «забезпечення власними силами», його плани руху за відмову від співпраці включали переконання всіх індійців відмовитися від будь-якої діяльності, яка «підтримувала британський уряд, а також економіку в Індії», включно з британською промисловістю та навчальними закладами.
За допомогою ненасильницьких засобів, або ахімси, протестувальники відмовлялися купувати британські товари, перейняли використання місцевих ремесел (плиття кхаді тощо) і пікетували магазини алкогольних напоїв. Крім того:
- усі офіси та фабрики будуть закриті;
- індійців заохочуватимуть покинути спонсоровані Раджем школи, поліцейські служби, армію та державну службу, а адвокатів попросять залишити суди Раджу;
- громадський транспорт і товари англійського виробництва, особливо одяг, бойкотувалися; і
- індійці повернули почесті та титули, надані урядом, і звільнилися з різних посад, таких як вчителі, юристи, цивільні та військові служби.

Рух Ганді за відмову від співпраці також закликав покінчити з недоторканністю.
Публічні збори та страйки (хартали) під час руху зрештою призвели до перших арештів як Джавахарлала Неру, так і його батька, Мотілала Неру, 6 грудня 1921 року. Заклики перших політичних лідерів, таких як Бал Гангадхар Тілак (Екстремісти Конгресу), називалися великими публічними зборами. Вони призвели до безладів або перешкоджання державним службам. Британці сприйняли їх дуже серйозно і ув'язнили його в Мандалаї в Бірмі, а В. О. Чідамбарам Піллаї отримав 40 років ув'язнення.
Такі ветерани, як Бал Гангадхар Тілак, Біпін Чандра Пал, МохаммаМухаммед Алі Джинна та Анні Безант, виступили проти цієї ідеї. Всеіндійська мусульманська ліга також розкритикувала цю ідею. Однак молоде покоління індійських націоналістів було в захваті та підтримало Ганді, чиї плани були прийняті партією Конгресу у вересні 1920 року та розпочаті того ж грудня.
Ганді зміцнив рух, підтримуючи тогочасний Рух халіфатів, мусульманську кампанію за відновлення статусу халіфа та протест проти розколу Османської імперії після Першої світової війни. Таким чином, Ганді отримав широку підтримку від індійсько-мусульманських лідерів, таких як Маулана Азад, Мухтар Ахмед Ансарі, Хакім Аджмаль Кхан, Магфур Ахмад Аджазі, Аббас Тьябджі, Маулана Мухаммед Алі Джаугар і Маулана Шаукат Алі.
Видатний гінді письменник, поет, драматург, журналіст і націоналіст Рамбрікш Беніпурі, який провів у в'язниці понад вісім років, виступаючи за незалежність Індії, писав:
Коли я згадую епоху відмови від співпраці 1921 року, перед моїми очима постає образ шторму. З того часу, як мені стало відомо, я був свідком численних рухів, однак я можу стверджувати, що жоден інший рух не перевернув основи індійського суспільства так, як це зробив рух за відмову від співпраці. Від найскромніших хатин до високих місць, від сіл до міст, скрізь було бродіння, голосна луна.

## Влив і тимчасове припинення
Наслідки повстання були повним шоком для британської влади та масовою підтримкою мільйонів індійських націоналістів. У країні зміцнилася єдність, було створено багато індійських шкіл і коледжів. Індійські товари заохочувалися. 4 лютого 1922 року сталася різанина в Чаурі Чаура, маленькому містечку в районі Горакхпур, Уттар-Прадеш. Офіцер міліції напав на волонтерів, які пікетували алкогольний магазин. Цілий натовп селян, що зібрався, пішов до поліцейських човків (станції). Натовп підпалив поліцейську човку з приблизно 22 поліцейськими в ній. Близько 30 натовпів були присутні на цьому інциденті. Ця жорстокість спонукала Ганді до думки припинити рух.
Магатма Ганді відчував, що повстання збивається з курсу, і був розчарований зростанням насильницького характеру руху. Він не хотів, щоб рух переродився в змагання насильства, коли поліція та розлючені натовпи атакували один одного туди-сюди, вражаючи мирних жителів. Ганді звернувся до індійської громадськості з проханням припинити будь-який опір, пістував і 12 лютого 1922 року припинив рух за відмову від співпраці. Ганді також твердо вірив у БЗП (боротьба за перемир'я). Він вважав, що після тривалої боротьби має настати фаза спокою, під час якої вони зможуть відновити силу та піднятися знову сильнішими та могутнішими. Хоча цей момент не згадується, кожен рух, очолюваний Ганді, був відкликаний ним через рік чи два.

### Кінець відмови від співпраці
Рух за відмову від співпраці було знято після інциденту в Чаурі-Чаура. Незважаючи на те, що він одноосібно зупинив національне повстання, 12 лютого 1922 року Махатма Ганді був заарештований. 18 березня 1922 р. за публікацію підбурювальних матеріалів ув'язнений на шість років. Це призвело до придушення руху і супроводжувалося арештом інших лідерів.
Хоча більшість лідерів Конгресу залишалися за Ганді, рішучі лідери відкололися, включаючи братів Алі (Шаукат Алі та Мохаммед Алі Джоухар). Мотілал Неру і Чіттаранджан Дас створили партію Сварадж, відкинувши лідерство Ганді. Багато націоналістів вважали, що рух за відмову від співпраці не слід було зупиняти через окремі випадки насильства, і більшість націоналістів, зберігаючи довіру до Ганді, були знеохочені.

## Наслідки
Прихильність Ганді до ненасильства була виправдана, коли між 1930 і 1934 роками десятки мільйонів знову повстали в Солт Сатьяграха, що зробило справу Індії всесвітньо відомою своєю безпомилковою прихильністю до ненасильства. Сатьяграха закінчилася успіхом. Вимоги індійців були задоволені, а Конгрес визнано представником індійського народу. Закон про уряд Індії 1935 року також дав Індії перший смак демократичного самоврядування.

## Біографія
- Jawaharlal Nehru An Autobiography. Oxford University Press (1936)
- Tharoor, Shashi. Nehru: The Invention of India. Arcade Publishing (2003). New York. First edition. ISBN 9781559706971ISBN 9781559706971
- Jawaharlal Nehru and Nayantara Sahgal. Before freedom, 1909–1947 : Nehru's letters to his sister. Roli Books (2004). ISBN 8174363475ISBN 8174363475 OCLC 85772500
- Wagner, Kim, Amritsar 1919: An Empire of Fear and the Making of a Massacre. Yale University Press (2019). ISBN 9780300200355ISBN 9780300200355
- Anand, Anita, The Patient Assassin: a true tale of massacre, revenge, and India's quest for independence, Simon & Schuster (2019), ISBN 978-1-5011-9570-9

## Подальше читання
- Andrews, C. F (1920). Non-Co-Operation. Madras: Ganesh & Co. Архів оригіналу за 30 листопада 2013. Процитовано 10 березня 2015.
- «The Government of India and the First Non-Cooperation Movement--1920-1922». D. A. Low (1966)